# François Garnier (homme politique)
Pour les articles homonymes, voir François Garnier (homonymie) et Garnier.
François Garnier est un homme politique français né le 1er septembre 1793 à Pisy (Yonne) et décédé le 8 mai 1870 à Paris.

## Biographie
Fabricant de ciment, il est député de l'Yonne de 1846 à 1848, siégeant au centre et soutenant le ministère Guizot.
Il est le père du préfet et député de l'Yonne, Étienne Henri Garnier.
Il est inhumé au cimetière du Père-Lachaise (33e division).

## Sources
- « Dictionnaire des parlementaires français de 1789 à 1889 (Adolphe Robert, Edgar Bourloton et Gaston Cougny) », sur gallica BNF (consulté le 7 décembre 2013)